# IRCサーバ
IRCサーバとは、IRCプロトコルに則りインターネットを通して文字による会話を提供するサーバソフトウェアである。
IRCによる会話を行うにはIRCクライアントを必要とする。

## 歴史
- 1989年 ircdとして知られている最初のIRCサーバがヤルッコ・オイカリネンによって開発された。

## 主要なIRCサーバの実装
- ircd
- InspIRCd
- ircu
- UnrealIRCd
- IRCD-Hybrid
- hyperion-ircd